# Stabroek News
Stabroek News (переводится как «Стабрукские новости») — частная ежедневная газета в Гайане. Штаб-квартира расположена в Джорджтауне.

## История
Впервые Stabroek News начала публиковаться в ноябре 1986 года, сначала как еженедельная газета, но позже превратилась в ежедневную. Stabroek News была основана Дэвидом ДеКайром, который умер 1 ноября 2008 года. В 1986 году Дэвид де Каир вместе с Кеном Гордоном из Trinidad Express попросил президента Десмонда Хойта разрешить издать частную газету. Помимо Guyana Chronicle, принадлежащей правительству, существовали только PPP’s Mirror, выпускавшаяся Народной прогрессивной партией, и Catholic Standard, а также несколько периодически публикуемых периодических изданий, таких как Open Word. Ни одна газета не была ежедневной, а первые две находились под сильным политическим давлением. Де Каир был демократом и стремился вернуть либеральное общество и верховенство закона. Он также был верил в экономическое развитие страны, где частный бизнес мог бы развиваться. Хотя он был юридическим советником по профессии, но в 1964—1967 годах сотрудничал с журналом New World Fortnightly.
Газета внесла новую открытость в средства массовой информации в Гайане.
Stabroek News также является единственным дистрибьютором DirecTV Caribbean в Гайане.